# Casal Palocco
Casal Palocco é a trigésima quarta área de Roma no campo romano, indicada com Z. XXXIV. O topônimo Casalpalocco indica uma fração de Roma Capitale.

## Território
Está localizado na zona sudoeste da cidade, além do Grande Raccordo Anulare, separado do complexo da cidade, entre a via del Mare a noroeste e a via Cristoforo Colombo a sudeste. Esta zona inclui 4 áreas residenciais, incluindo Axa inspirada no conceito de Casalpalocco mas destinada a uma classe média alta e pequenos espaços verdes, e Madonnetta que, por outro lado, nasce de forma descontrolada e pertence às zonas O de Roma.
Os limites da área são:
- a noroeste com o bairro Q. XXXIII Lido di Ostia Ponente[1] e com as zonas Z. XXXV Ostia Antica[2] e Z. XXXII Acilia Nord[3]
- a nordeste com a zona Z. XXXIII Acilia Sud[4]
- a sudeste com a área Z. XXX Castel Fusano[5] e o distrito Q. XXXV Lido di Castel Fusano[6]
- a oeste com o bairro Q. XXXIV Lido di Ostia Levante[7]

Juntamente com a área de Castel Fusano é o único, dos atuais 53 em Roma, cujas fronteiras não são delimitadas por nenhum dos Grande Raccordo Anulare, Tibre, Mar Tirreno ou outro município. Todas as outras zonas fazem fronteira com pelo menos uma delas.
A área residencial de Casalpalocco se estende especificamente entre a via Cristoforo Colombo e a via dei Pescatori e faz fronteira com as outras áreas residenciais de Madonnetta, Axa, Infernetto e Palocco 84.